# Picamilon
Picamilon (também conhecido como N-nicotinoil-GABA) é um medicamento formado por uma combinação sintética de niacina e ácido gama-aminobutírico (GABA). Foi desenvolvido na União Soviética em 1969 e estudado na Rússia e no Japão como pró-fármaco do GABA.
Na Rússia, o picamilon é vendido como medicamento prescrito. Os direitos do medicamento pertencem à empresa farmacêutica russa NPK ECHO ("НПК ЭХО"). Não é aprovado para venda nos Estados Unidos e foi considerado um agente adulterador em suplementos alimentares, com cinco empresas americanas necessárias para remover seus produtos de picamilon do mercado em novembro de 2015.

## Mecanismo de ação e possíveis aplicações terapêuticas
Um estudo em animais mostrou que o picamilon permeia a barreira hematoencefálica e depois é hidrolisado em GABA e niacina. O GABA liberado em teoria ativaria os receptores de GABA potencialmente produzindo uma resposta ansiolítica. O segundo componente liberado, a niacina, é um vasodilatador.

## Detecção em fluidos biológicos
As concentrações plasmáticas de picamilon estão geralmente na faixa de 500 a 3000 μg/L durante as primeiras horas após doses orais únicas de 50 a 200 mg com meia-vida de 1-2 horas. O medicamento sofre hidrólise para GABA e ácido nicotínico. A excreção urinária do medicamento original e dos dois metabólitos é responsável por até 79% de uma dose única.

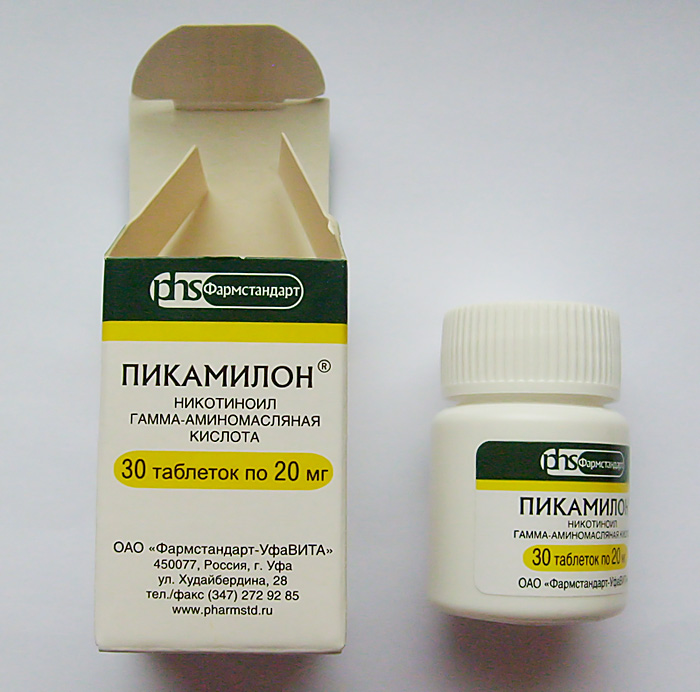
Picamilon 20 mg da Rússia

## Regulamento
Nos Estados Unidos, a Food and Drug Administration determinou em 2015 que o picamilon não se enquadra em nenhuma das categorias de ingredientes alimentares na Lei de Saúde e Educação de Suplementos Dietéticos de 1994, ou seja, que não é uma vitamina; um dos sais minerais; uma erva ou outro botânico; um aminoácido; uma substância dietética para uso humano para suplementar a dieta, aumentando a ingestão total de alimentos; ou um concentrado, metabolito, constituinte, extrato ou combinação de qualquer ingrediente descrito acima. Não está claro se isso levou à remoção do picamilon como substância pura ou de vários suplementos fabricados nos EUA.